# ムース (食品)

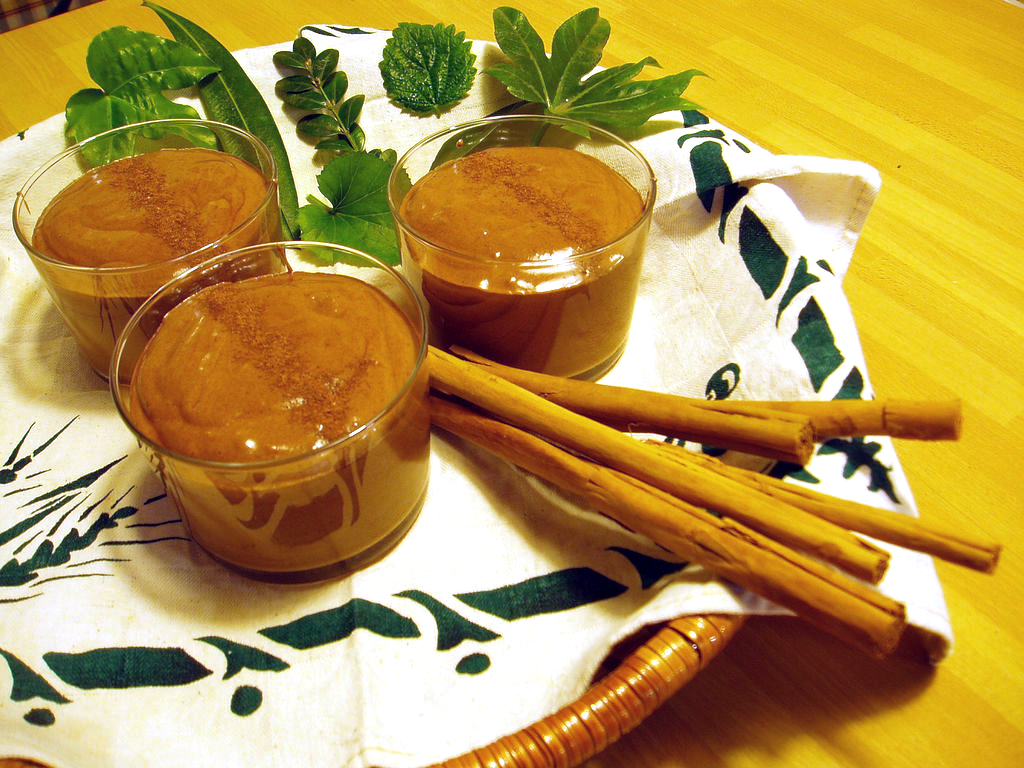
チョコレートムース

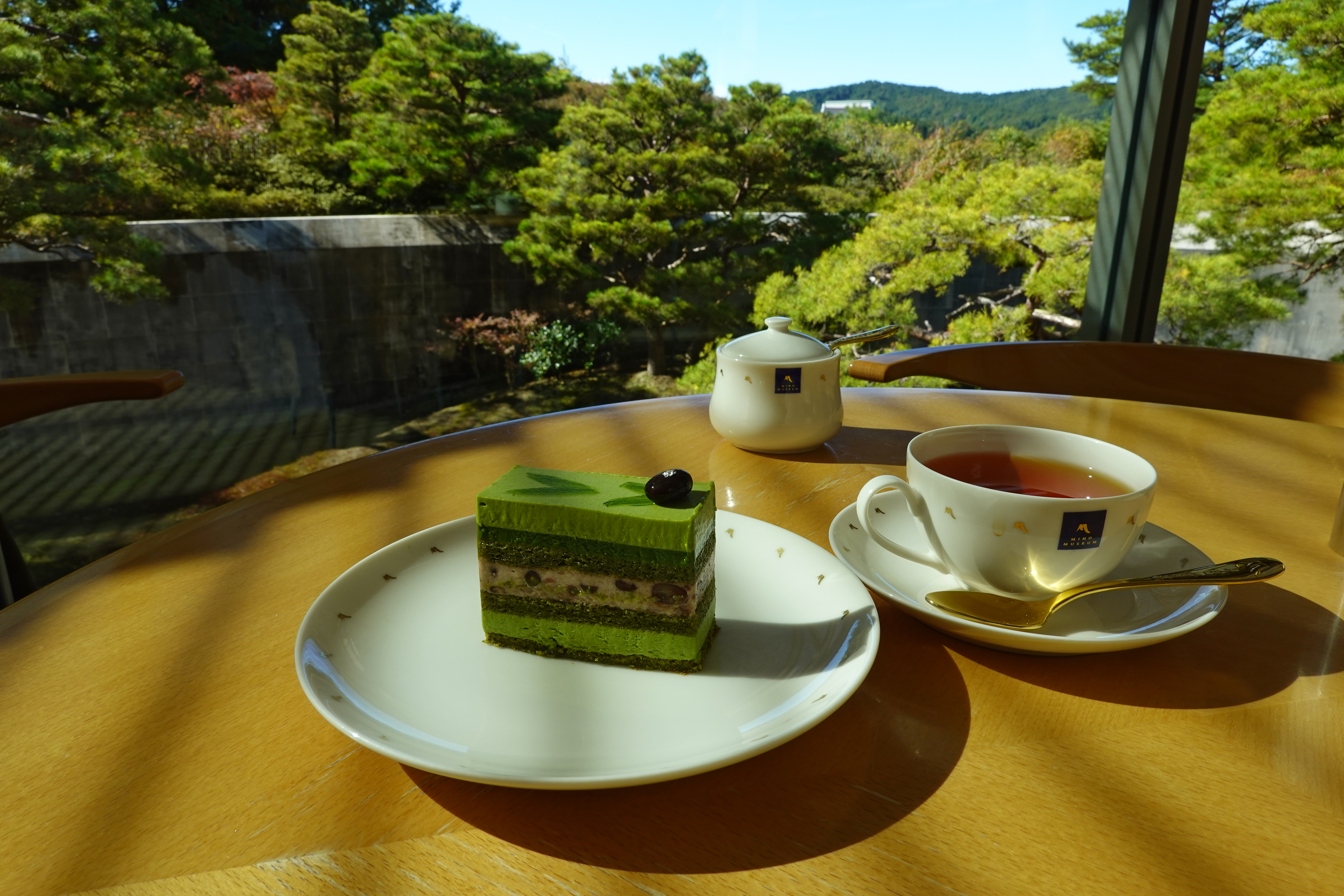
抹茶ムース

ムース（フランス語: mousse）は、鶏卵とクリーム（古典的製法ではクリームを使用せず、卵黄、卵白、砂糖、およびチョコレートまたは他の香料のみ）で作られるクリーミーなデザートであり、主にチョコレートやフルーツピュレなどと組み合わされる。卵白は他の材料と混ぜる前に泡立てられ、軽くふんわりした食感と芳醇な風味を作りあげる。

## 概要
1960年代にフランス料理店で出されると、すぐにチョコレートムースは米国と英国の家庭料理となった。米国中部にもムースに似たデザートがあり、通称「ホイップ」と呼ばれている。
準備にかける時間により、軽くふんわりとした食感からクリーミーで濃い食感まで変化する。
ババロアはムースに似ているが、材料や調理法などが異なるまったく別の食品である。ムースは素材を滑らかなペーストになるまで泡立てて自然に固めたものであるが、ババロアは固めるにあたってゼラチンを多用するところに違いがある。